# Ellen Widmann
Ellen Widmann (* 15. Dezember 1894 in Biel; † 22. Oktober 1985 in Zürich) war eine Schweizer Schauspielerin und Sprechlehrerin.

## Leben
Ellen Widmann war Tochter des Schriftstellers Max Widmann und Enkelin des Schriftstellers Josef Viktor Widmann. Ihre Theaterlaufbahn begann 1914 in Deutschland. Zurück in der Schweiz, spielte sie ab 1939 zwanzig Jahre lang am Schauspielhaus Zürich. Sie gründete 1951 den Kammersprechchor Zürich, der auch auf Europatournee ging, und war fürs Radio tätig.
Ihre ersten zwei Filmrollen spielte sie in Deutschland unter der Regie von Fritz Lang und Erwin Piscator. Im Schweizer Dialektfilm war sie seit 1939 zu sehen. Zwischen 1939 und 1942 stand sie dreimal mit ihrem Mann vor der Kamera. Nach 1963 verstärkte sie ihre Fernsehtätigkeit.
Während mehrerer Jahrzehnte war Widmann als Schauspiel- und vor allem Sprechlehrerin tätig. Zu ihren Schülern gehörten neben anderen Anne-Marie Blanc, Peter Brogle, Paul Bühlmann und Jörg Schneider.

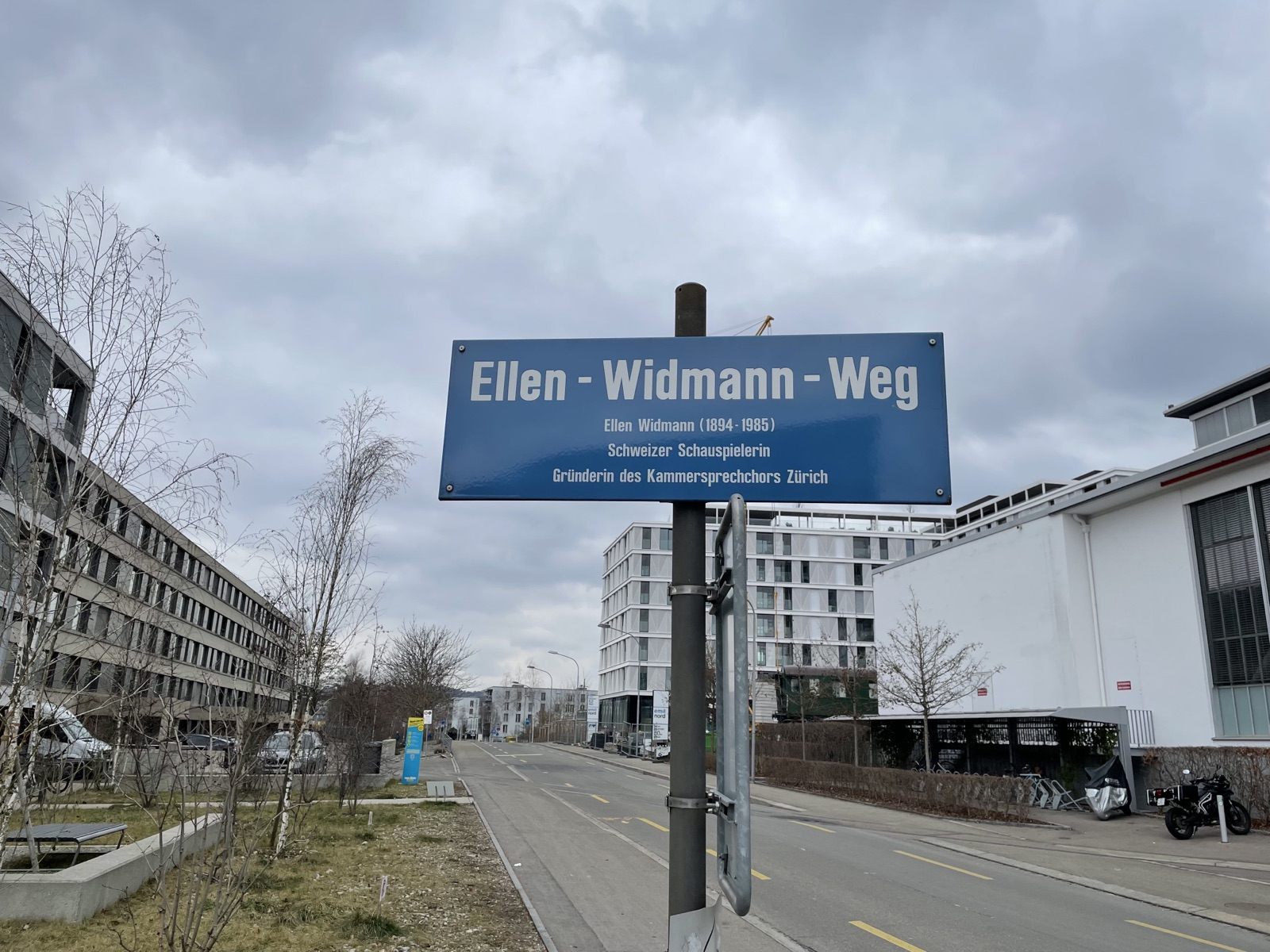
In der Stadt Zürich ist Ellen Widmann ein Weg gewidmet.

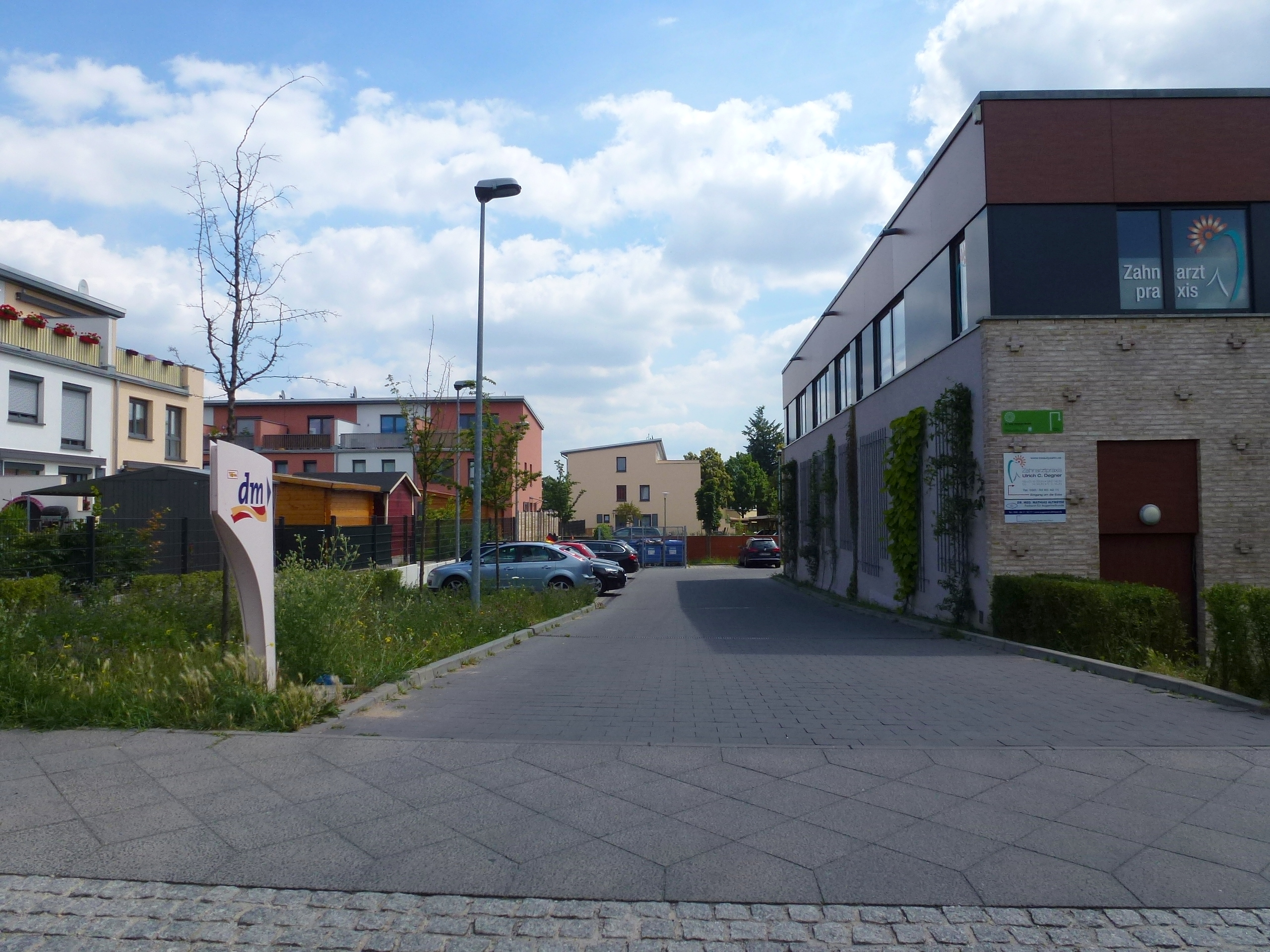
Ellen-Widmann-Pfad in Berlin-Lichterfelde

Ellen Widmann war seit 1924 mit Adolf Manz verheiratet. Nach ihr wurde 1996 im Zürcher Quartier Oerlikon der Ellen-Widmann-Weg und im Jahr 2000 im Schweizer Viertel in Berlin der Ellen-Widmann-Pfad benannt.

## Filmografie
- 1931: M
- 1934: Der Aufstand der Fischer (Wosstanie Rybakow)
- 1939: Kriminalkommissar Studer (Wachtmeister Studer)
- 1940: Fräulein Huser
- 1940: Verena Stadler
- 1940: Weyherhuus
- 1941: Der letzte Postillon vom St. Gotthard
- 1941: Bider der Flieger
- 1941: Landammann Stauffacher
- 1942: Menschen, die vorüberziehen …
- 1950: Föhn
- 1956: In allen Gassen wohnt das Glück (Oberstadtgass)
- 1957: Konditorei Zürrer (Bäckerei Zürrer)
- 1957: Die Angst vor der Gewalt (Der 10. Mai)
- 1958: Ein wunderbarer Sommer (Kinder der Berge)
- 1960: Anne Bäbi Jowäger – I. Teil: Wie Jakobli zu einer Frau kommt
- 1963: Der Sittlichkeitsverbrecher
- 1968: Die sechs Kummerbuben
- 1970: Dällebach Kari
- 1971: Michel in der Suppenschüssel (Emil i Lönneberga)
- 1972: Der Fall

## Auszeichnungen
- 1970: Hans Reinhart-Ring